# Peter Ballauff
Peter Ballauff (* 29. September 1963) ist ein ehemaliger deutscher Tennisspieler.

## Werdegang
Ballauff, Mitglied des Hamburger Vereins Club an der Alster und später Bundesligaspieler von RTHC Bayer Leverkusen, war von 1987 bis 1990 Berufstennisspieler. Bei den ATP-Turnieren von Guarujá (1990, 1989), Athen, Palermo (jeweils 1989), Rio de Janeiro und Kitzbühel (jeweils 1990) stand er im Einzelwettbewerb im Hauptfeld. Am weitesten kam Ballauff in Palermo, als er Ende September 1989 das Viertelfinale erreichte, in dem er dem Italiener Paolo Canè unterlag. Ballauff, als dessen Stärke die Rückhand galt, bezwang auf dem Weg ins Viertelfinale von Palermo unter anderem den seinerzeit 20. der Weltrangliste, Andrés Gómez. Beim selben Turnier gewann der Hamburger 1989 gemeinsam mit Rüdiger Haas den Doppelwettbewerb.
Mit dem Club an der Alster wurde er 2013 Deutscher Meister in der Wettkampfklasse Herren 40.

## Erfolge

### Doppel

#### Turniersiege

##### ATP Tour
| Nr. | Datum              | Turnier | Belag | Partner      | Finalgegner                    | Ergebnis      |
| --- | ------------------ | ------- | ----- | ------------ | ------------------------------ | ------------- |
| 1.  | 25. September 1989 | Palermo | Sand  | Rüdiger Haas | Goran Ivanišević Diego Nargiso | 6:2, 6:7, 6:4 |

##### Challenger Tour
| Nr. | Datum         | Turnier | Belag | Partner         | Finalgegner                            | Ergebnis      |
| --- | ------------- | ------- | ----- | --------------- | -------------------------------------- | ------------- |
| 1.  | 31. Juli 1989 | Genf    | Sand  | Ugo Pigato      | Arnaud Boetsch Sláva Doseděl           | 6:4, 6:3      |
| 2.  | 28. Mai 1990  | Fürth   | Sand  | Ricki Osterthun | Marcos Aurelio Górriz Andrei Olchowski | 7:6, 4:6, 6:3 |